# Eristena longibursa
Eristena longibursa is een vlinder uit de familie van de grasmotten (Crambidae), uit de onderfamilie van de Acentropinae. De wetenschappelijke naam van deze soort is voor het eerst gepubliceerd in 2006 door Fuqiang Chen, Shimei Song en Chunsheng Wu.
De spanwijdte is 24 millimeter.
De soort komt voor in China (Guangxi).